# Moritz Blumenthal
Gustaf Moritz Blumenthal, född 20 juli 1864 i Maria Magdalena församling i Stockholm, död 12 april 1923 i Jakobs församling i Stockholm, var en svensk läkare.
Moritz Blumenthal var son till handelsagenten Moritz Blumenthal och Anna Schönbeck, dotter till läkaren och professorn Carl Gustaf Schönbeck. Han blev medicine kandidat vid Karolinska institutet 1889 och medicine licentiat 1897. Han var initiativtagare till grundandet av barnavårdscentralernas föregångare Mjölkdroppen i Stockholm 1901, där han var läkare. Han var badläkare vid Lyckorna 1904–1906 och 1909–1911 samt ledamot av styrelsen för fattigvårdsnämndens i Stockholm utackorderingsbyrå från 1910. Blumenthal skrev uppsatser och föreläste i mjölkdroppsfrågor och barnavård. Han gav ut flera böcker.
Blumenthal var under en tid gift med Ida Gawell-Blumenthal. De fick flera barn tillsammans, däribland dottern Inga som gifte sig med Lars-Bruno Engström. Han begravdes i släktgrav på Norra begravningsplatsen utanför Stockholm.